# 铜梁区
铜梁区是重庆市下辖的市辖区，位于四川盆地东南部，重庆西北部。面积1340.47平方千米，人口68万。前身铜梁县建县于武周，近年因“铜梁龙舞”而闻名。

## 区名
关于铜梁区名由来，主要有两种说法：
- 以境内小铜梁山为名，小铜梁山在县西北七十里。此说最早见于《元和郡县志》[2]，《大清一统志》、《四川通志》、道光《重庆府志》、民国龚煦春《四川郡县志》、民国新修《合川县志》均从此说
- 以境内铜梁山为名，铜梁山在合川（原石镜县）南五里[3]。最早见于《太平寰宇记》[4]，万历《合州志》、清代《铜梁县志》均从此说[註 1]

## 历史

### 古代
在距今约20000年的旧石器时代晚期，铜梁已有人类活动遗迹，被称为铜梁文化。春秋战国时期，今铜梁县域为巴国属地。秦朝时为巴郡垫江县地。南朝宋永初元年（420年）分设东宕渠郡，属宕渠县。西魏恭帝三年（556年）置合州，改东宕渠郡为垫江郡、改宕渠县为石镜县。
武周長安三年（703年），合州刺史陈靖意以大足川侨户辐凑，奏准割石镜县地置铜梁县，隶属于合州。建县初期，铜梁县辖境包括今铜梁区与合川区西南、潼南区南部、大足区濑溪河流域。开元二十三年（735年），合州刺史孙希庄奏准割石镜之南、铜梁之东置巴川县，得名于巴川，仍隶属于合州。天宝元年（742年），合州改为巴川郡，乾元元年（758年），巴川郡复名合州，巴川县西南部分划给新置的大足县。
北宋熙宁四年（1071年）赤水县被并入铜梁县，七年（1074年）复置。宋朝时铜梁、巴川二县随合州先后属梓州路、潼川府路。元至元十七年（1280年），省巴川县入铜梁县，仍隶合州，而唐宋铜梁县的大部分地区划入遂宁州小溪县，至元二十二年（1285年），省大足县入铜梁县，此时铜梁县所辖区域包括今铜梁区大部、大足区、永川区大部、荣昌区与隆昌县东部。
至正二十三年（1363年）明玉珍称帝建立明夏后，复置大足县，又复置昌宁县。明成化十七年（1481年），划铜梁县与潼川州遂宁县部分地新置安居县，得名于安居溪，隶属于重庆府。清康熙元年（1662年），撤销安居县、铜梁县，并入合州。康熙六十年（1721年），又以原安居县、铜梁县地复置铜梁县，属重庆府，安居地区以安居乡名义存在，仍保留了训导、巡检、汛部厅外委、把总等部分县级机构直至光绪二十九年（1903 年）。
新唐书评价铜梁县、巴川县为中，宋史评价巴川县为中、铜梁县为中下，元史评价铜梁县为下，清史稿评价铜梁县为繁。

### 现代
清宣统三年（1911年）9月，铜梁成立保路同志分会；同年11月24日，铜梁县军政府成立，改县公署为知事公署。民国2年（1913年），铜梁县属四川省川东道；民国11年（1922年），川军黔军混战，铜梁一年内十易驻军、十二易知事:11。民国16年（1927年）12月，中国国民党铜梁县支部成立；民国17年（1928年）1月，中共铜梁县特别支部成立，同年10月，中共铜梁县委员会成立。民国18年（1929年），铜梁县直属于四川省政府。民国24年（1935年），铜梁县属四川省第三行政督察区。
1949年12月2日，中国人民解放军12军34师解放铜梁，铜梁县人民政府于同年12月22日成立，隶属于川东行政区璧山专区。璧山专区于1951年改为江津专区，1968年改为江津地区，1981年7月改为永川地区。1983年3月，在重庆市被批复成为首批计划单列市后，永川地区被批复撤销，所辖的铜梁县划归重庆市管辖。1997年3月14日，八届人大五次会议决定重庆直辖，铜梁县继续隶属于重庆直辖市。2014年5月2日，国函〔2014〕58号文批准撤销铜梁县，设立重庆市铜梁区，以原铜梁县的行政区域为铜梁区的行政区域，铜梁区于7月5日正式挂牌。

## 地理
铜梁区位于四川盆地东南，四川沉降褶皱带东部，地处川中方山丘陵与川东平行岭谷的过渡地带。地势为东南高、西北低。东南为狭长低山，从东南向西北逐渐演变为开阔的方山丘陵，呈现出山、丘、坝兼具的地形地貌特征。丘陵地区占全区面积的84%，平坝占全区面积的13.9%:63。
铜梁区内水系以嘉陵江支流涪江为主干，涪江在铜梁区内长36公里，流域面积占全区面积的98%。涪江在铜梁区内的重要支流有琼江、小安溪、淮远河、平滩河、久远河等，共有大小河流254条，整体为扇形水系:72-73。
铜梁区属亚热带季风性湿润气候，雨量充足，热量充沛。
| 铜梁 (1981−2010)     | 铜梁 (1981−2010) | 铜梁 (1981−2010) | 铜梁 (1981−2010) | 铜梁 (1981−2010) | 铜梁 (1981−2010) | 铜梁 (1981−2010) | 铜梁 (1981−2010) | 铜梁 (1981−2010) | 铜梁 (1981−2010) | 铜梁 (1981−2010) | 铜梁 (1981−2010) | 铜梁 (1981−2010) | 铜梁 (1981−2010) |
| 月份                 | 1月              | 2月              | 3月              | 4月              | 5月              | 6月              | 7月              | 8月              | 9月              | 10月             | 11月             | 12月             | 全年             |
| -------------------- | ---------------- | ---------------- | ---------------- | ---------------- | ---------------- | ---------------- | ---------------- | ---------------- | ---------------- | ---------------- | ---------------- | ---------------- | ---------------- |
| 历史最高温 °C（°F）  | 18.4 (65.1)      | 24.3 (75.7)      | 33.8 (92.8)      | 35 (95)          | 37.4 (99.3)      | 38 (100)         | 40.3 (104.5)     | 42.9 (109.2)     | 44.1 (111.4)     | 35.3 (95.5)      | 26.2 (79.2)      | 18.8 (65.8)      | 44.1 (111.4)     |
| 平均高温 °C（°F）    | 9.9 (49.8)       | 12.6 (54.7)      | 17.3 (63.1)      | 22.8 (73.0)      | 27 (81)          | 28.9 (84.0)      | 32.1 (89.8)      | 32.4 (90.3)      | 27.6 (81.7)      | 21.4 (70.5)      | 16.7 (62.1)      | 11 (52)          | 21.6 (71.0)      |
| 日均气温 °C（°F）    | 7.4 (45.3)       | 9.6 (49.3)       | 13.5 (56.3)      | 18.4 (65.1)      | 22.5 (72.5)      | 24.9 (76.8)      | 27.8 (82.0)      | 27.8 (82.0)      | 23.7 (74.7)      | 18.4 (65.1)      | 13.8 (56.8)      | 8.7 (47.7)       | 18.0 (64.5)      |
| 平均低温 °C（°F）    | 5.4 (41.7)       | 7.4 (45.3)       | 10.7 (51.3)      | 15.3 (59.5)      | 19.2 (66.6)      | 21.9 (71.4)      | 24.5 (76.1)      | 24.3 (75.7)      | 21 (70)          | 16.2 (61.2)      | 11.8 (53.2)      | 8.7 (47.7)       | 15.5 (60.0)      |
| 历史最低温 °C（°F）  | −1.6 (29.1)      | 0.1 (32.2)       | 0.4 (32.7)       | 6.6 (43.9)       | 10.4 (50.7)      | 14.8 (58.6)      | 18.2 (64.8)      | 17.4 (63.3)      | 13.1 (55.6)      | 6.4 (43.5)       | 2.7 (36.9)       | −2.2 (28.0)      | −2.2 (28.0)      |
| 平均降水量 mm（）    | 18.3 (0.72)      | 20.3 (0.80)      | 40 (1.6)         | 83.6 (3.29)      | 123.8 (4.87)     | 175.6 (6.91)     | 190.3 (7.49)     | 154.1 (6.07)     | 122.1 (4.81)     | 79.7 (3.14)      | 41.6 (1.64)      | 21 (0.8)         | 1,070.4 (42.14)  |
| 平均相對濕度（％）   | 86               | 83               | 79               | 78               | 77               | 82               | 79               | 77               | 81               | 86               | 86               | 87               | 82               |
| 来源：中国气象数据网 |                  |                  |                  |                  |                  |                  |                  |                  |                  |                  |                  |                  |                  |

## 行政区划
截止2020年，铜梁区下辖5个街道办事处、23个镇，有67个社区与266个村：
街道：巴川街道、东城街道、南城街道、蒲吕街道、旧县街道；
镇：土桥镇、二坪镇、水口镇、安居镇、白羊镇、平滩镇、小林镇、双山镇、虎峰镇、石鱼镇、福果镇、庆隆镇、少云镇、维新镇、高楼镇、大庙镇、围龙镇、华兴镇、永嘉镇、安溪镇、西河镇、侣俸镇、太平镇

### 历史行政区划
| 区、区级镇 | 区公所驻地 | 乡级镇 | 乡                                             |
| ---------- | ---------- | ------ | ---------------------------------------------- |
| 巴川镇     | 藕塘湾     |        |                                                |
| 铜郊区     | 裱背街     |        | 东郭乡、南郭乡、西郭乡、北郭乡、土桥乡、新桥乡 |
| 旧县区     | 旧县乡     |        | 旧县乡、石鼓乡、二坪乡、水口乡、永清乡、岚槽乡 |
| 安居区     | 安居镇     | 安居镇 | 团碾乡、波崙乡、泉溪乡、白羊乡                 |
| 平滩区     | 平滩乡     |        | 平滩乡、小林乡、社济乡、白鹤乡、双山乡         |
| 虎峰区     | 虎峰镇     | 虎峰镇 | 西泉乡、福果乡、联合乡、安平乡、石鱼乡         |
| 关溅区     | 关溅乡     |        | 关溅乡、少云乡、维新乡、柏柳乡、中和乡、高楼乡 |
| 大庙区     | 大庙乡     |        | 大庙乡、司马乡、双碾乡、围龙乡、四合乡、华兴乡 |
| 蒲吕区     | 蒲吕乡     |        | 蒲吕乡、全德乡、岚峰乡、庆隆乡、石虎乡、新兴乡 |
| 永嘉区     | 永嘉乡     |        | 永嘉乡、安溪乡、塘坪乡、长岭乡、民兴乡、大树乡 |
| 侣俸区     | 侣俸乡     |        | 侣俸乡、斑竹乡、凉井乡、新复乡、文曲乡         |

明初，铜梁辖 4 乡（琼池、习贤、永清、桂林）、30里。清康熙六十年（1721年）复置铜梁县时，铜梁县除安居乡外，还下辖29场，安居乡另辖8场。民国8年（1919年），全县设1城、2镇（安居、板桥）、21乡，县城分为4个团局，乡镇设团练办事处。民国19年（1930年），县知事公署改为县政府，乡镇办事处与县城的团局改为公所，分全县为9个区。民国24年（1935年），行联保连坐制，分全县为3个区、44个乡镇联保办公处，县城4个公所合并为中城镇。民国29年（1940年），实行新县制，改联保办事处为乡镇公所，改中城镇为巴川镇:47。
1949年底，铜梁县共有6区、4镇、40乡:48。1955年，铜梁县将98个建制乡镇调整为56个。1958年9月，56个建制乡镇改为人民公社。1961年12月，全县调整为1镇（城关镇）、10区、62人民公社。1983年，农村管理体制改革，乡设人民政府、不再设人民公社:40。1993年12月，铜梁县撤区并乡建镇，将行政区划调整为25镇、8乡。

### 县治
长安年间铜梁建县时县治在奴崙山北的列宿坝，开元三年（715年）移治至涪江南岸的武金坑，开元十六年（726年）向东南移至东流溪坝，直至元至元十七年（1280年）铜梁、巴川合并，移治至今县城所在的巴川镇:840-841。
巴川建县时县治最初在今旧县街道，大历年间移治至今铜梁县城。

## 现任领导
| 机构     | · 中国共产党 · 重庆市铜梁区委员会 · 书记 | 重庆市铜梁区人民代表大会 常务委员会 主任 | 重庆市铜梁区人民政府 区长 | · 中国人民政治协商会议 · 重庆市铜梁区委员会 · 主席 |
| -------- | ---------------------------------------- | ---------------------------------------- | ------------------------- | -------------------------------------------------- |
| 姓名     | 刘立武                                   | 朱华伦                                   | 皮涛                      | 杨贤忠                                             |
| 民族     | 汉族                                     | 汉族                                     | 汉族                      | 汉族                                               |
| 籍贯     | 湖南省岳阳市                             | 重庆市璧山区                             | 重庆市墊江縣              | 江西省南昌市                                       |
| 出生日期 | 1978年1月（47歲）                        | 1968年9月（56歲）                        | 1974年5月（50—51歲）      | 1969年9月（55歲）                                  |
| 就任日期 | 2025年1月                                | 2022年1月                                | 2025年3月                 | 2023年11月                                         |

## 经济
2020年，铜梁区实现地区生产总值（GDP）661.02亿元，比上年增长4.4%，其中第一、第二、第三产业结构比为8.8：55.4：35.8。2020年，铜梁区社会消费品零售总额比上年增长3.6%，全社会固定资产投资总额比上年增长10.6%，外贸进出口比上年增长20.1%。2020年，铜梁区全体居民人均可支配收入33570元，比上年增长7.3%，其中城镇常住居民人均可支配收入比上年增长5.6%，农村常住居民人均可支配收入比上年增长7.3%。规模以上工业综合能源消费量52.60万吨标准煤。

## 交通
公路方面，截止2020年底，铜梁区公路总里程达4537公里，其中高速公路90公里、国道52公里、省道257公里。铜梁区内建成的高速公路有 成渝环线高速、 广泸高速、 渝蓉高速，此外还有 渝乐高速、 渝遂复线高速、 合津高速在建。铜梁区内建成的普通国道则有 319国道。
铁路方面，已获批复、即将开工的沪渝蓉高速铁路重庆至成都段（成渝中线高速铁路）经过铜梁区并在铜梁区内增设铜梁站。此外，在建中的重庆市郊铁路璧铜线也将在铜梁区内设有蒲吕站、铜梁新城站、铜梁站、铜梁西站，未来将与重庆轨道交通27号线贯通进入重庆主城区。铜梁区还规划有兰渝高铁、重庆市郊铁路二环线等铁路项目。

## 社会

### 人口
万历《合州志》记载，洪武二十四年（1391年）铜梁县领民、军3568户、男妇4.28万口。明末清初因战乱、旱涝、瘟疫，人口锐减，至康熙五十年（1712年），铜梁、安居两地共767丁。在实行地丁合一制与移民入川政策后，人口快速增长，道光十年（1830年）已有2.52万户、7.65万人，道光二十三年（1843年）为6.44万户、29.73万人，至宣统二年（1910年）铜梁县已有44万人。民国24年（1935年）川政统一、清查人口，铜梁县共9.48万户、50.99万人，后因连年大旱、征集兵员，人口又有所下降:101。
1949年底，铜梁县共有10.55万户、47.49万人。1953年第一次全国人口普查，铜梁县共有112290户、511380人。1964年第二次全国人口普查，铜梁县共有124417户、517351人。1982年第三次全国人口普查，铜梁县共有177464户、746930人:102, 111。
2020年11月第七次全国人口普查结果显示，铜梁区常住人口为685729人，占重庆市比重为2.14%。其中，性别构成上，男性占总人口比重49.93%，女性占总人口比重50.07%，性别比为99.73；年龄构成上，0-14岁占总人口比重16.33%，15-59岁占总人口比重57.59%，60岁及以上占总人口比重26.08%，65岁及以上占总人口比重20.96%；受教育情况上，每10万人口中拥有大学（专科及以上）受教育程度为9252人，高中为11768人，初中为32050人，小学为37901人，15岁及以上人口平均受教育年限由2010年的7.78年提高至8.74年，文盲人口（15岁及以上不识字的人）18231人，比2010年减少17590人。全区人口中，居住在城镇的人口占61.69%，比2010年增加了20.2个百分点，居住在乡村的人口占38.31%。具体到街镇，常住人口超过10万人的镇街有2个（巴川街道、东城街道），在5万人至10万人之间的镇街有1个，在1万人至5万人之间的镇街有13个，少于1万人的镇街有12个，其中5个街道的常住人口合计常住人口占全区常住人口比重为61.18%。

### 教育
截止2020年底，铜梁区共有各级各类学校251所，其中幼儿园163所（公办101所），小学61所，初中15所，普通高中4所，教师进修学校1所，职业中学1所，特校1所，九年一贯制学校1所，完全中学1所，高等学校3所，在编教职工6000余人，在校生13万余人。
铜梁是重庆市有名的基础教育强区，铜梁中学、重庆市巴川中学等学校在重庆市内都具有较高的知名度。2020年，铜梁区高考重本上线率33.83%，超市平12.87个百分点，一般本科上线率76.54%，超市平20.8个百分点，专科上线率100%。2020年，铜梁区参加普通高中“联招”考试上线率为44.6%。

### 卫生
截止2020年底，铜梁区共有区级医疗卫生机构6个，镇（中心）卫生院23个，街道社区卫生服务中心5个，社会办医疗机构243个，村卫生室（点）558个。全区医疗卫生机构卫生人员近6000人，医疗卫生机构编制床位总数近4000张。

## 地方

### 地方志
铜梁历史上有多部地方志:693-694：
- 明隆庆六年（1572年）《铜梁县志》（隆庆志），县人、翰林院侍读学士、礼部右侍郎高启愚主编
- 清康熙年间编修县志，未成书
- 清乾隆十六年（1751年）《铜梁县志》（乾隆志），周澄主编
- 清嘉庆十三年（1808年），县令吕鉴泉组织对旧志进行编纂
- 清道光十二年（1832年）《铜梁县志》（道光志），县令徐瀛主编
- 清光绪元年（1875年）《铜梁县志》（光绪志），邑人、进士、礼部主事仪制司行走陈昌主编
- 清光绪三十一年（1905年）《铜梁乡土志》，夏云程编著
- 民国33年（1944年）《铜梁县地理志》，张佐周主编
- 民国38年（1949年）《新修铜梁县志》手稿，郭朗溪主编
- 1991年《铜梁县志（1911－1985）》，铜梁县志编修委员会编
- 2015年《铜梁县志（1986－2005）》，铜梁县志编修委员会编

### 文物与旅游景点
2020年，铜梁区共接待游客1038万人次，比上年增长5.2%；实现旅游综合收入45.36亿元，增长8.0%。
- 铜梁武庙：位于巴川街道民主路2号，始建于明万历四十八年（1620年），后多次毁坏重修，现主体建筑为清同治六年（1867年）重修，四合院布局，存前殿、正殿和左右厢房，塑有关羽、岳飞像，现为佛教活动场所[41]。第一批重庆市文物保护单位[42]
- 铁佛寺：位于东城街道铁佛村，始建于元至正年间，后多次毁坏重修，现存正殿主体为明代结构，四合院布局，仅存正殿和厢房[41]。第一批重庆市文物保护单位[42]
- 331殉难志士墓地：1927年三·三一惨案死难者的墓葬，分布于铜梁区与江北区、九龙坡区、江津区等地。第一批重庆市文物保护单位[42]
  - 陈达三墓：位于南城街道岳阳村，建于1937年[41]
- 邱少云烈士纪念碑：位于巴川街道民主路64号，建于1959年，碑体正面为朱德所题写的“邱少云烈士纪念碑”，背面刻有邱少云生平事迹简介[41]。第一批重庆市文物保护单位[42]
- 西河川主庙：位于西河镇川主街70号，现存主体为清代建筑，四合院布局，现存前殿（戏楼）、正殿和左右厢房[41]。第二批重庆市文物保护单位[41][43]
- 安居古建筑群：位于原安居县治所在的安居镇。第二批重庆市文物保护单位[43]
  - 禹王官：位于安居镇小南街，始建于清光绪十四年（1888年），四合院布局
  - 万寿宫：位于安居镇大南街，始建于清乾隆三年（1738年），四合院布局，原为江西会馆
  - 元天宫：位于安居镇西街，始建于明万历二十四年（1596年），四合院布局，仅存正殿与前殿
  - 东岳庙：位于安居镇油坊街，始建于明成化十三年（1477年），四合院布局
  - 下紫云宫：位于安居镇政府旁，始建于明代，仅存前殿
  - 会龙桥：位于安居镇会龙街，始建于明弘治年间，拱桥
  - 波仑寺及石刻：位于安居镇波仑村，波仑寺始建于唐初。摩崖石刻开创于初唐，主要为明代
  - 妈祖庙：位于安居镇大南街，始建于明成化十七年（1481年），徽式建筑，仅存后殿
  - 帝主宫：位于安居镇大南街，悬山抬梁式建筑，原为齐安会馆、黄州会馆
  - 引凤门：位于安居镇，明清建筑[44]
- 侣俸寺：位于侣俸镇，清代建筑。第三批重庆市文物保护单位[44]

### 非物质文化遗产
- 龙舞（铜梁龙舞）（第一批国家级非物质文化遗产代表性项目[45]）
- 彩扎（铜梁龙灯彩扎）（第五批国家级非物质文化遗产代表性项目名录扩展项目[46]）